# Гвенон на Преус
Гвенон на Преус (Cercopithecus preussi) е вид бозайник от семейство Коткоподобни маймуни (Cercopithecidae). Видът е застрашен от изчезване.

## Разпространение
Разпространен е в Екваториална Гвинея (Биоко), Камерун и Нигерия.